# Каргали (Чистопольский район)
Каргали́ (тат. Каргалы) — село в Чистопольском районе Республики Татарстан. Административный центр муниципального образования «Каргалинское сельское поселение». Было основано во второй половине XVII века. Название села произошло от названия птицы тат. карга (ворона). В 1930-е — 1950-е годы — районный центр. Население в 1908 году достигало 2398 человек, в 2021 году оно составляло 1613 человек.

## География

### Географическое положение
Находится в лесостепной зоне, в Западном Закамье. Располагается 25 км юго-восточнее города Чистополя. С запада к селу примыкает деревня Михайловка. Высота над уровнем моря — 115 м.

### Климат
Село расположено в климатическом районе IВ, который характеризуется как умеренно-континентальный, выражающийся в больших колебаниях температуры воздуха как в течение года, так и в течение суток. Климат района характеризуется относительно-влажным и прохладным летом и умеренно-холодной снежной зимой. По Классификации климатов Кёппена, климат села определяется как Dfb — влажный континентальный с тёплым летом. Температура здесь в среднем 4,7 °C. Среднегодовая норма осадков — 643 мм.
| Показатель              | Янв.  | Фев.  | Март | Апр. | Май  | Июнь | Июль | Авг. | Сен. | Окт. | Нояб. | Дек. | Год   |
| ----------------------- | ----- | ----- | ---- | ---- | ---- | ---- | ---- | ---- | ---- | ---- | ----- | ---- | ----- |
| Средняя температура, °C | −11,7 | −11,4 | −5,4 | 4,2  | 12,7 | 17,1 | 19,2 | 16,5 | 10,9 | 3,3  | −4,5  | −9,8 | 3,4   |
| Норма осадков, мм       | 33,5  | 24,7  | 19,7 | 27,5 | 43,8 | 66,3 | 59,4 | 56,2 | 54,3 | 53,6 | 39,1  | 31,9 | 510,0 |
| Источник:               |       |       |      |      |      |      |      |      |      |      |       |      |       |

## История и этимология
Основание деревни относят ко второй половине XVII века. 
Название села произошло от названия птицы тат. карга (ворона). В XVIII — первой половине XIX века жители относились к сословию государственных крестьян, происходивших из служилых татар. В «Ведомости о мурзинских родах Казанской губернии ...» 1780 года есть сведения о жителях деревни Каргал Зюрейской дороги Казанского уезда, именуемых мурзами и служилыми татарами.
Традиционные занятия — земледелие (в начале XX века сельская община владела 5391 десятиной земли), разведение скота, также кузнечный, печной, плотничный, шерстобитный и валяльный промыслы, исполнение лашманской повинности. В начале XX века действовали десять бакалейных лавок, две кузницы, три ветряные мельницы; проводился базар по четвергам; располагались квартира полицейского урядника, волостное правление, почтовая станция; действовали две мечети с мектебами.
До 1920 года село было центром Каргалинской волости Чистопольского уезда Казанской губернии. С 1920 года в составе Чистопольского кантона ТАССР. В связи с упразднением кантонного деления в республике, 10 августа 1930 года вошло в Чистопольский район. С 10 февраля 1935 года центр Кзыл-Армейского района, с 23 мая 1958 года в Чистопольском районе. 

## Население
| 1782  | 1859  | 1897  | 1908  | 1920  | 1926  | 1938  |
| ----- | ----- | ----- | ----- | ----- | ----- | ----- |
| 193   | ↗1479 | ↗2075 | ↗2398 | ↘2342 | ↘1500 | ↗2209 |
| 1949  | 1958  | 1970  | 1979  | 1989  | 2002  | 2017  |
| ↘1839 | ↗1932 | ↗2103 | ↗2148 | ↘2092 | ↗2240 | ↘1962 |
| 2021  |       |       |       |       |       |       |
| ↘1613 |       |       |       |       |       |       |

В 1782 году при подсчёте учитывались только мужчины. На начало 2017 года в селе жили 1962 человека, в том числе 385 человек детского  возраста. По переписи 2021 года в селе жили 1613 человек. Из 1606 указавших национальность были 1385 татар, 198 русских и 45 представителей других национальностей. Русский язык был родным для 216 человек (при этом использовали его 1347 человек), татарский — для 1370 (использовали 1228 человек). По переписи 2002 года — 2240 жителя (татары — 91%). В селе родился Агзам Валеев (1919—1986) — лётчик, Герой Советского Союза.

## Экономика
Сельскохозяйственные производители села специализируются на полеводстве, молочном скотоводстве, птицеводстве. Имеются овощесушильный завод, нефтеперекачивающая и газокомпрессорная станции (Каргалинский участок Константиновского ЛПУМГ),
ООО Птицеводческий  комплекс  «АкБарс».

## Инфраструктура
В селе с 1963 и 1967 годов действуют два детских сада, с 1981 года — гимназия. Имеются почтовое отделение, отделение Сбербанка, универсальная спортивная площадка, филиал поликлиники Чистопольской Центральной районной больницы, два кладбища общей площадью 5 га.
Общая площадь села — 379,7 га, жилья — 43,6 тыс. кв. м. В селе семнадцать улиц и один переулок. Общая протяжённость улично-дорожной сети — 14,576 км. Село газифицировано и электрифицировано. Водоснабжение осуществляется из подземных источников при помощи артезианских скважин. Вблизи села проходит автомобильная дорога федерального значения Р239 «Казань — Оренбург — граница с Республикой Казахстан». От Казани (автовокзалы «Столичный» и «Южный») до села существует постоянное автобусное сообщение.

## Культура и религия
Действуют четыре творческих коллектива: детская танцевальная студия «Палитра танца», детская театральная студия «Светлячок», фольклорный ансамбль «Сомбел», детский вокальный ансамбль «Тамчы». С 1944 года действует сельский дом культуры. Имеется сельская библиотека. В селе находятся две местные мусульманские религиозные организации — сельские приходы Духовного управления мусульман Республики Татарстан. Действует мечеть.